# 卡頓伍德縣
卡頓伍德縣（英語：Cottonwood County）是美國明尼蘇達州西南的一個縣。面積1,681平方公里。根據美國2000年人口普查，共有人口12,167人。縣治溫德姆（Windom）。
成立於1857年5月23日。縣名來自卡頓伍德河 （Cottonwood River，原來是達科他語，指的是當地常見的東部白楊）。